# Antoine Sabarthès
Le chanoine ou abbé Antoine Sabarthès, de son nom complet Antoine Auguste Sabarthès, est né à Azille (Aude) le 27 mai 1854, décédé à Limoux (Aude) le 19 février 1944, est un ecclésiastique, écrivain et historien français, spécialiste de la vie du département de l'Aude.

## Biographie
Personnage peu médiatisé, on ne connaît pas beaucoup de détail de la vie de l'abbé Sabarthès, qui a vécu jusqu'à ses 90 ans, on ne retiendra de lui que ses travaux.
Entré au séminaire de Carcassonne, il y fait ses études et est ordonné en 1878. Il devient donc prêtre du diocèse de Carcassonne, après plusieurs affectations dans des villages, il se consacre à l'étude de la société, de l'Église et des territoires administrés par celle-ci ; il publiera plusieurs ouvrages en latin, en occitan et en français.

## Historien
De nos jours, Sabarthès est synonyme de référence pour tout ce qui concerne le département de l'Aude, il a fait partie des Sociétés Savantes de France, en étant adhérent et publicateur pendant de nombreuses années à la Société d'études scientifiques de l'Aude, dans le Comité des travaux historiques et scientifiques, la Société des Arts et Sciences de Carcassonne et la Commission archéologique et littéraire de Narbonne .
Il a commencé par publier de nombreux essais sur ses travaux au stade d'ébauche, se limitant à des sujets précis, mais son œuvre majeure est sans aucun doute le Dictionnaire topographique du département de l'Aude publié en 1912, ouvrage détaillé sur l'ensemble des cantons et villages du département, à partir de travaux d'archives aujourd'hui disparues, faisant les correspondances entre les noms anciens et modernes des lieux.

## Principales publications
- 1891 : La Statue de Notre-Dame de Fontfroide
- 1893 : Étude historique sur l'Abbaye de Saint-Paul de Narbonne
- 1895 : Le dernier Livre vert de l'archevêque de Narbonne
- 1895 : Ordre de Saint-Jean de Jérusalem ou de Malte, la Commanderie de Narbonne
- 1896 : La Leude de Montréal
- 1897 : Les Coutumes, libertés et franchises de Montréal
- 1901 : Une date et un nom à rectifier dans la liste chronologique des abbés de Saint-Paul de Narbonne
- 1902 : Inventaire des droits et revenus de l'évêché de Saint-Papoul
- 1902 : Charte communale de Fendeille
- 1903 : Le Concile d'Attilian
- 1904 : Donation de Floranus et d'Anseria à l'Abbaye de Lagrasse
- 1904 : Les Libertés et coutumes de Pexiora
- 1904 : Étude sur les noms de baptême à Leucate
- 1905 : Les Évêchés de la Narbonnaise en 678
- 1907 : Les Abbayes de St-Laurent dans le Narbonnais
- 1907 : Essai sur la toponymie de l'Aude, qui réunit : «Étude sur la toponomastique de l'Aude» et «Essai sur les cours d'eau du département de l'Aude»
- 1912 : Dictionnaire topographique du département de l'Aude
- 1914 : Bibliographie de l'Aude
- 1920 : Cabrespine (Aude), Cabrières (Hérault)
- 1920 : Les seigneurs de Palaja au XIIIe et au XIVe siècle
- 1924 : Trois chartes de la commune de Limoux
- 1924 : Le Couvent des Clarisses de Carcassonne
- 1925: Saint-Martin-Lys - étude Onomastique[2]
- 1930 : Les manuscrits consulaires de Limoux, Aude
- 1939 : Histoire du clergé de l'Aude de 1789 à 1803
- 1941 : Les Saintes reliques conservées dans l'église Saint-Martin de Limoux [1]

## Distinctions
- Chevalier de la Légion d'honneur (1927)[3]
- L'Académie des inscriptions et belles-lettres lui décerne la première médaille du concours des Antiquités nationales de la France, pour son ouvrage sur les manuscrits consulaires de Limoux publié en 1930[4].